# Edwin Graves
Edwin Graves, né le 10 juillet 1897 à Chesapeake City et mort le 29 avril 1986 à Scituate (Massachusetts), est un rameur d'aviron américain.

## Palmarès

### Jeux olympiques
- Anvers 1920
  -  Médaille d'or en huit[1].